# 杜黃恬
杜黃恬（1963年—），美國越南裔政治人物，越南更新革命黨現任主席。

## 生平
1982年，杜黃恬還在休斯頓大學商學院上大學時加入了越南更新革命黨，他於1991年至1992年擔任越南專業人士協會第一屆董事會成員，杜黃恬是小西貢電台的電視脫口秀主持人，也是南加州越南社區執行委員會成員，作為旨在維護越南裔美國人權利的草根組織越南公共事務委員會（VPAC）的成員，他在美國國會多次就越南侵犯人權和美越關係作證。

## 活動
2007年5月10日，杜黃恬在美國國會人權核心小組會議上發表講話說：“問題不再是民主能否在越南取得勝利，而是何時取得勝利。”
2007年5月29日，杜黃恬應美國總統喬治·W·布什和其他三名越南裔美國活動人士的邀請前往白宮，就越南對反政府活動人士日益嚴厲的對待以及越共領導人阮明哲即將開始的訪美之行展開討論。在45分鐘的會議中，杜黃恬敦促美國總統增加對越南在人權問題上的壓力，並要求美國支持公開的民主力量，促使河內作出改變。在與阮明哲會面前，美國眾議院議長南希·佩洛西會見了杜黃恬並強調了提出越南糟糕的人權記錄問題的重要性。
2008年3月12日，在美國參議院外交關係委員會東亞和太平洋事務小組委員會上，杜黃恬對參議院小組說：“在執政50多年後，越南共產黨第一次面臨對其統治的無數和前所未有的挑戰。越南實現真正變革的願望現在比以往任何時候都更加強烈。作為回應，該政權正在使用恐怖手段壓制反對派，並嚴重侵犯持不同政見者、博客作者、農民、工人、學生或任何敢於質疑政權權威的人的人權。”